# Paragutzlaffia lyi
Paragutzlaffia lyi là một loài thực vật có hoa trong họ Ô rô. Loài này được (H. Lév.) H.B. Cui mô tả khoa học đầu tiên năm 1990.